# گالینا یوویچ
گالینا یوویچ (انگلیسی: Galina Jovovich؛ زادهٔ ۲۸ اکتبر ۱۹۵۰) هنرپیشه روس است. وی در شوروی بازیگری مشهور بود و بعدها که کارگزار دخترش میلا یوویچ، بازیگر و مدل شد، شهرت بیشتری نیز کسب کرد. وی اکنون هم در فیلم‌های آمریکایی و هم در فیلم‌های روسی بازی می‌کند.